# Abronia (Anguidae)
Abronia – rodzaj jaszczurek z podrodziny Gerrhonotinae w obrębie rodziny padalcowatych (Anguidae).

## Zasięg występowania
Rodzaj obejmuje gatunki występujące w Meksyku, Gwatemali, Salwadorze, Hondurasie, Nikaragui, Kostaryce i Panamie.

## Systematyka

### Etymologia
- Abronia: gr. αβρος abros „delikatny”; łac. -ia „odnoszące się do”[8].
- Mesaspis: gr. μεσος  mesos „środkowy”[9]; ασπις aspis, ασπιδος aspidos „tarcza”[10]. Gatunek typowy: Gerrhonotus fulvus Bocourt, 1872.
- Abaculabronia: łac. abacule „mozaika”; rodzaj Abronia J.E. Gray, 1838[4]. Gatunek typowy: Abronia reidi Werler & Shannon, 1961.
- Aenigmabronia: gr. αινιγμα ainigma, αινιγματος ainigmatos „zagadka”; rodzaj Abronia J.E. Gray, 1838[5]. Gatunek typowy: Abronia mitchelli Campbell, 1982.
- Auriculabronia: łac. auricula „mając uszy”, zdrobnienie od auris „ucho”; rodzaj Abronia J.E. Gray, 1838[5]. Gatunek typowy: Gerrhonotus auritus Cope, 1869.
- Lissabronia: gr. λισσος lissos „gładki”; rodzaj Abronia J.E. Gray, 1838[5]. Gatunek typowy: Abronia salvadorensis Hidalgo, 1983.
- Scopaeabronia: gr. σκωραιος skōpaios „karzeł”; rodzaj Abronia J.E. Gray, 1838[11]. Gatunek typowy: Abronia bogerti Tihen, 1954.

### Podział systematyczny
Do rodzaju należą następujące gatunki: 

- Abronia antauges (Cope, 1866)
- Abronia anzuetoi Campbell & Frost, 1993
- Abronia aurita (Cope, 1869) – aligatorowiec złocisty[12]
- Abronia bogerti Tihen, 1954
- Abronia campbelli Brodie & Savage, 1993
- Abronia chiszari Smith & Smith, 1981
- Abronia cuchumatanus (Solano-Zavaleta, Nieto Montes de Oca & Campbell, 2016)
- Abronia cunemica Clause, Luna-Reyes, Mendoza-Velázquez, Nieto-Montes de Oca & Solano-Zavaleta, 2024
- Abronia cuetzpali Campbell, Solano-Zavaleta, Flores-Villela, Caviedes-Solis & Frost, 2016
- Abronia deppii (Wiegmann, 1828)
- Abronia fimbriata (Cope, 1885)
- Abronia frosti Campbell, Sasa, Acevedo & Mendelson, 1998
- Abronia fuscolabialis (Tihen, 1944)
- Abronia gadovii (Boulenger, 1913)
- Abronia gaiophantasma Campbell & Frost, 1993
- Abronia graminea (Cope, 1864)
- Abronia juarezi (Karges & Wright, 1987)
- Abronia leurolepis Campbell & Frost, 1993
- Abronia lythrochila Smith & Alvarez del Toro, 1963
- Abronia martindelcampoi Flores-Villela & Sánchez-H., 2003
- Abronia matudai (Hartweg & Tihen, 1946)
- Abronia meledona Campbell & Brodie, 1999
- Abronia mitchelli Campbell, 1982
- Abronia mixteca Bogert & Porter, 1967
- Abronia montecristoi Hidalgo, 1983
- Abronia monticola (Cope, 1878)
- Abronia moreletii (Bocourt, 1872)
- Abronia morenica Clause, Luna-Reyes & Nieto Montes de Oca, 2020
- Abronia oaxacae (Günther, 1885)
- Abronia ochoterenai (Martin del Campo, 1939)
- Abronia ornelasi Campbell, 1984
- Abronia ramirezi Campbell, 1994
- Abronia reidi Werler & Shannon, 1961
- Abronia salvadorensis Hidalgo, 1983
- Abronia smithi Campbell & Frost, 1993
- Abronia taeniata (Wiegmann, 1828)
- Abronia vasconcelosii (Bocourt, 1872)
- Abronia viridiflava (Bocourt, 1873)
- Abronia zongolica García-Vázquez, Clause, Gutiérrez-Rodríguez, Cazares-Hernández & Torre-Loranca, 2022